# 卢延昌
卢延昌（？—911年），中国五代十国时期初期虔州统治者。他继承统治该地区25年之久的父亲卢光稠之位，但本人统治时间仅为910年—911年，就被部将黎球杀害并取代。

## 背景
卢延昌的生年和出生地不详，父卢光稠为南康人。光启元年（895年），作为农民军首领的卢光稠攻陷虔州，自称刺史。天复二年（902年），卢光稠克韶州，以卢延昌为刺史守之。卢光稠派弟弟卢光睦攻潮州被清海军留后刘隐击退后，刘隐欲攻韶州，其弟刘岩认为虔州必来救，韶州不可速取，刘隐不听，从双石出舟船，正逢大雾，白昼如夜，卢延昌军四出，以铁缆系大钩投入刘隐的船，清海军惊慌失措，但刘隐部下衙内马步军都指挥使苏章引弓射杀数人并用巨斧击钩，铁缆无用，卢延昌退走。清海军兵临城下，韶州守军在楼上指着刘隐骂污言秽语，刘隐羞惭不敢看左右，苏章将骂人者一一射死，清海军水军乘胜鼓噪想要登城，但这时峡北江水暴涨，运粮道路断绝，卢光稠亲自率众来援，清海军被卢光稠部将谭全播伏击所败，卢光稠得以保有韶州。卢延昌开城袭清海军之后，苏章劝刘隐弃船走陆路，清海军不成列，刘隐的马死了，苏章就把自己的马给他，自己徒步殿后，韶州军看见了，不敢进逼。刘隐几乎仅以身免。

## 统领虔州
卢延昌为韶州刺史直至开平四年（910年）卢光稠卒。卢光稠临死前起初想传位谭全播，但谭全播拒绝。卢延昌来奔父丧，谭全播立他为继任者并事之。卢延昌遂自称刺史。卢延昌此后留在虔州，且地位得到虽然彼此为敌但都得卢光稠名义归顺的两国统治者后梁太祖皇帝和吴王杨隆演的认可。杨隆演遣使拜卢延昌为虔州刺史，卢延昌受任，以礼遣走使者，却在乾化元年（911年）二月通过后梁封臣楚王马殷上笺表于后梁，称：“我接受淮南（即吴国，因吴国主要领地为原唐朝的淮南军）官职只是为了让他们停止图谋我。我一定为朝廷经略江西。我郡小，为寇所迫，欲缓其奸谋，开导贡路，非敢怀二心。”太祖皇帝兼授卢延昌镇南军节度使观察留后，派使者慰劳。卢延昌对梁表授其将廖爽为韶州刺史以代自己。
卢延昌作为刺史领虔州后，却游猎无度。十二月，百胜军指挥使黎球闭门拒卢延昌，杀之，自己代立。《九国志·谭全播传》又载后来黎球看到卢延昌持弹弓斥责他，被弹丸击中而死。